# Sheepwolf
Sheepwolf è il secondo album discografico di Viola, pubblicato il 3 settembre 2013 dalla Mescal.

## Il disco
Il disco è stato prodotto da Alessandro "Gaben" Gabini con la collaborazione di Lele Battista. L'album contiene i brani We Will Save The Show, che era stato già pubblicato come singolo nel maggio 2012, e Hey sister, che fa parte della colonna sonora del film Cose cattive di Simone Gandolfo. Il videoclip di Precipitazioni è stato invece pubblicato il 26 agosto 2013 ed è diretto da Massimiliano D'Epiro, compagno dell'attrice e cantautrice.

## Tracce
1. Dreams – 3:39
2. Funny faces – 4:10
3. Scared of my ghosts – 2:47
4. We will save the show – 3:08
5. Hey sister – 3:27
6. Don’t come close – 2:42
7. Systematic rules – 3:12
8. You poison me – 4:02
9. Precipitazioni – 2:56
10. Qualcosa dev’essere successo – 3:49
11. Always late – 3:05
12. Sheepwolf – 4:42